# Nepomuk (informatyka)
NEPOMUK – otwartoźródłowa specyfikacja dotycząca projektowania społecznego pulpitu semantycznego, który wzbogaca i łączy dane z różnych aplikacji używających semantycznych metadanych magazynowanych jako RDF.
Początkowo był rozwijany przez projekt NEPOMUK ufundowany przez Wspólnotę Europejską.

## Implementacje
Istnieją trzy implementacje NEPOMUK-a: wariant C++/KDE, wariant java oraz wersja komercyjna. Więcej wersji powstało podczas dofinansowania ze środków Wspólnoty Europejskiej w latach 2006–2008, w tym wersje aktywnie rozwijane.

### KDE
NEPOMUK-KDE jest przedstawiany jako jedna z nowszych technologii wprowadzonych w KDE-4.x. Używa magazynu RDF Soprano oraz stwarza techniczną możliwość połączenia metadanych z różnymi elementami zwykłego pulpitu użytkownika (pliki, zakładki, e-maile, wpisy kalendarza...). Danymi meta mogą być RDF; w KDE-4 tagowanie jest najłatwiej dostrzegalnym użyciem metadanych.

### Java
Oparta na Javie implementacja NEPOMUK-a została ukończona pod koniec 2008 roku i służyła jako prototypowe środowisko dla kilku nowoczesnych technik pulpitu semantycznego. Posiada własny frontend (PSEW), który łączy funkcje wyszukiwania, przeglądania, rekomendowania oraz komunikacji P2P. Implementacja ta używa magazynu RDF Sesame oraz szkieletu programistycznego Aperture w celu integracji z innymi programami pulpitu użytkownika jak np. przeglądarki www i poczty.
Powstało kilka projektów związanych z badaniami nad implementacją Javy:
- WikiModel

## Formaty danych
- PIMO[6], format używany do opisu informacji osobistych, takich jak: Osoby, Projekty, Tematy, Wydarzenia. Jest używany także w NEPOMUK-KDE.
- NIE[7] (NEPOMUK Information Element Ontology), opisujący zasoby pulpitu użytkownika (pliki, poczta, itp.)